# Souvlaki (álbum)
Souvlaki es el segundo álbum de estudio de la banda de shoegaze inglesa Slowdive. Grabado en 1992, fue lanzado el 17 de mayo de 1993 en el Reino Unido y el 8 de febrero de 1994 en Estados Unidos. El álbum fue el segundo de sus trabajos en incorporar elementos de shoegaze y indie, antes de cambiar de dirección a un estilo más atmosférico y post-rock en su tercer álbum de estudio, Pygmalion.
El título del álbum fue tomado de un sketch satírico realizado por The Jerky Boys, donde uno del dúo hace una llamada de broma al gerente del hotel, pidiéndole que realice actos sexuales a su esposa. Al enterarse de que el gerente era griego, el bromista dice: "A mi esposa le encanta esa mierda griega... Va a chupar su polla como Souvlaki."
El álbum incluye contribuciones de composición de Brian Eno en "Sing" y "Here She Comes".

## Antecedentes y grabación
Antes de escribir el álbum, los miembros de la banda Rachel Goswell y Neil Halstead habían terminado su relación y Halstead comenzó a pasar más tiempo escribiendo canciones por sí solo, un proceso que había sido completado por toda la banda en el pasado. Los primeros demos para el álbum fueron influenciados por Joy Division y Low de David Bowie. Estos demos fueron rechazados inicialmente por el jefe de Creation Records Alan McGee, pero más tarde decidieron dar a la banda el control creativo total sobre el álbum. Slowdive le pidió a Brian Eno producir el álbum y él declinó, sin embargo, accedió a hacer un par de días de grabación con Halstead, materializándose de estas secciones pistas como "Sing" y "Here She Comes". Tras estas sesiones, Halstead comenzó a tomar mayor influencia de la música ambiental y ha citado a Aphex Twin y la música Dub como influencias de la pista "Souvlaki Space Station"
El álbum fue mezclado por Ed Buller, quien había trabajado previamente con bandas como Suede y Spiritualized.

## Lanzamiento
Souvlaki fue lanzado el 17 de mayo de 1993 y alcanzó el puesto 51 en las listas británicas el 12 de junio de 1993, 19 puestos más bajo que su álbum debut Just for a Day y sólo permaneció en las listas por una semana.
El lanzamiento en Estados Unidos del álbum se retrasó durante casi un año e incluye una versión inédita de "Some Velvet Morning" (escrita por Lee Hazlewood y Nancy Sinatra en 1967) y tres pistas de su EP de 1993 "5", comprendiendo cuatro pistas extra en el lanzamiento de EE. UU. En 2005 se lanzó una reedición del álbum en dos discos remasterizados, a través de Castle Music, una discográfica subsidiaria de Sanctuary Records.

## Recepción
Souvlaki tuvo una recepción mixta de los críticos inicialmente, con algunos comentarios bastante fuera de contexto. Dave Simpson en su reseña del álbum para Melody Maker escribió: "... Aparte de ‘Sing’, preferiría ahogarme en una bañera llena de gachas que escucharlo alguna vez de nuevo". En 2015, la banda y el jefe de Creation Records Alan McGee expresaron sentir que cuando el álbum fue lanzado, el Dream Pop y el shoegazing habían pasado de moda y la prensa musical estaba más interesada en bandas de Britpop como  Oasis.
A pesar de las críticas iniciales, el álbum ha recibido numerosos elogios de los críticos contemporáneos. En su revisión retrospectiva, Nitsuh Abebe de  Pitchfork llamó el álbum como "un poco de un Slowdive Esencial en sí mismo". Jack Rabid, escribiendo para Allmusic, describió el álbum como "... tranquilo, emocionante, y agresivo simultáneamente, mezclando una belleza como de trance con los más profundos sonidos de guitarra delay alrededor, un sonido 
un sonido a la vez relajante, calmante, y emocionante, y sobre todo severamente hermoso."
La revista de música en línea  Pitchfork publicó un documental sobre el álbum en el 2015, como parte de la serie Pitchfork Classic.
En 1999, Ned Raggett clasificó el álbum en el puesto número 83, en su lista de "The Top 136 or So Albums of the Nineties" (Los mejores 136 o más álbumes de los noventa).

## Lista de canciones
Todas las canciones escritas y compuestas por Neil Halstead, excepto donde se indique. 
| N.º | Título                   | Escritor(es)             | Duración |  |
| 1.  | «Alison»                 |                          | 3:51     |  |
| 2.  | «Machine Gun»            |                          | 4:28     |  |
| 3.  | «40 Days»                |                          | 3:16     |  |
| 4.  | «Sing»                   | Brian Eno, Slowdive      | 4:51     |  |
| 5.  | «Here She Comes»         |                          | 2:19     |  |
| 6.  | «Souvlaki Space Station» | Rachel Goswell, Slowdive | 5:58     |  |
| 7.  | «When the Sun Hits»      |                          | 4:47     |  |
| 8.  | «Altogether»             |                          | 3:42     |  |
| 9.  | «Melon Yellow»           |                          | 3:55     |  |
| 10. | «Dagger»                 |                          | 3:33     |  |

Bonus track para el lanzamiento de EE. UU.
| Bonus tracks for US release |                       |                              |          |  |
| N.º                         | Título                | Escritor(es)                 | Duración |  |
| 11.                         | «Some Velvet Morning» | Lee Hazlewood, Nancy Sinatra | 3:23     |  |
| 12.                         | «Good Day Sunshine»   |                              | 5:08     |  |
| 13.                         | «Missing You»         |                              | 4:15     |  |
| 14.                         | «Country Rain»        | Halstead, Rachel Goswell     | 3:33     |  |

Disco bonus de la reedición de 2005 por Castle Records.
| 2005 Castle Records reissue bonus disc |                         |                            |          |  |
| N.º                                    | Título                  | Escritor(es)               | Duración |  |
| 1.                                     | «Some Velvet Morning»   | Hazlewood, Sinatra         | 3:22     |  |
| 2.                                     | «So Tired»              |                            | 4:03     |  |
| 3.                                     | «Moussaka Chaos»        | Chaplin, Goswell, Halstead | 6:24     |  |
| 4.                                     | «In Mind»               |                            | 3:45     |  |
| 5.                                     | «Good Day Sunshine»     |                            | 5:08     |  |
| 6.                                     | «Missing You»           |                            | 4:15     |  |
| 7.                                     | «Country Rain»          | Halstead, Goswell          | 3:34     |  |
| 8.                                     | «In Mind (Bandulu Mix)» |                            | 8:06     |  |
| 9.                                     | «In Mind (Reload Mix)»  |                            | 10:26    |  |

## Personal
Slowdive
- Neil Halstead – voz, guitarra
- Rachel Goswell – voz, guitarra
- Christian Savill – guitarra
- Nick Chaplin – bajo
- Simon Scott – batería

Personal adicional
- Brian Eno – teclado y arreglos en "Sing" y "Here She Comes".